# Tortugues Ninja (superherois)
Les Tortugues Ninja o en anglès Teenage Mutant Ninja Turtles (TMNT) és un grup de superherois format per quatre germans tortugues antropomorfs, que, com un pot deduir del nom, són també adolescents, mutants i ninjes, les quals han estat entrenades en les arts del ninjutsu per una rata també antropomòrfica. Des de la seva llar a les clavegueres de la ciutat de Nova York, lluiten contra petits delinqüents, grans malvats i també invasors alienígenes, mantenint-se el màxim d'aïllats de la societat. El 21 d'octubre de 2009, es va anunciar que Nickelodeon va comprar els drets de les Tortugues Ninja, franquícia de Mirage Studios.
La primera aparició de les Tortugues Ninja va ser en els còmics creats per Kevin Eastman i Peter Laird. Posteriorment van ser adaptats als dibuixos animats, videojocs, pel·lícules, joguines i altre tipus de marxandatge. Durant el pic de la seva popularitat en la dècada de 1980 fins a principis de 1990, la franquícia va guanyar considerable èxit i fama a tot el món.
Cadascuna de les tortugues està nomenada en honor d'artistes famosos del Renaixement italià: Leonardo (de Leonardo da Vinci), Raphael (Rafael Sanzio), Michelangelo (Miquel Àngel), i Donatello (Donato di Betto Bardi), fins i tot el seu mestre, Splinter (Estellicó, en la traducció al català), porta el sobrenom d'un important pintor del Quattrocento, (Giovanni di Ser Giovanni, anomenat "Scheggia"). Les TMNT viuen sovint en les clavegueres de Nova York, però també han viscut en altres llocs, com la granja de l'àvia April O'Neil a Northampton, Massachusetts, velles estacions del metro subterrani i l'apartament d'April O'Neil. Les tortugues viuen acompanyades del seu mestre Estellicó, que és enemic mortal d'en Trinxant.
Les Tortugues Ninja han inspirat el nom d'una tortuga prehistòrica que té banyes i una cua plena de pics. Els científics van ubicar aquest animal en un nou gènere, Ninjemys, que significa la "tortuga ninja". 

## Pel·lícules
- Les Tortugues Ninja (1990)
- Teenage Mutant Ninja Turtles II: The Secret of the Ooze
- Les fabuloses Tortugues Ninja 3
- TMNT: Tortugues Ninja Joves Mutants
- Turtles Forever
- Teenage Mutant Ninja Turtles
- Teenage Mutant Ninja Turtles: Out of the Shadows
- Batman vs. Teenage Mutant Ninja Turtles
- Ninja Turtles: caos mutant